# Tulsa

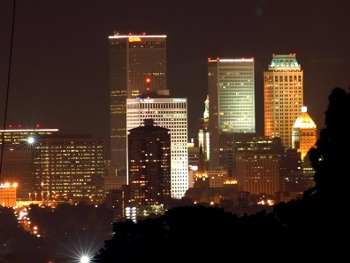
Centrum Tulsy nocą

Tulsa – miasto w centralnej części Stanów Zjednoczonych, w stanie Oklahoma, siedziba administracyjna hrabstwa Tulsa. Według danych z 2021 roku liczy 410,7 tys. mieszkańców, oraz ponad 1 mln w obszarze metropolitalnym, co sprawia, że jest drugim co do wielkości miastem w stanie, po Oklahoma City.
Przez większość XX wieku miasto nosiło przydomek „naftowej stolicy świata” i odgrywało ważną rolę w przemyśle naftowym USA. Obok przemysłu naftowego ważną rolę w gospodarce miasta odgrywają przemysł lotniczy i kosmiczny.

## Demografia

### Ludność
Według danych z 2019 roku 66,5% mieszkańców identyfikowało się jako biali (54,3% nie licząc Latynosów), 14,5% jako czarni lub Afroamerykanie, 7,4% było rasy mieszanej, 4,7% to rdzenni Amerykanie, 3,1% miało pochodzenie azjatyckie i 0,15% to byli Hawajczycy i mieszkańcy innych wysp Pacyfiku. Latynosi stanowili 17,2% ludności miasta.
Poza osobami pochodzenia afroamerykańskiego do największych grup należą osoby pochodzenia meksykańskiego (13,5%), niemieckiego (9,6%), irlandzkiego (8,1%), angielskiego (8,0%) i „amerykańskiego” (6,5%).

## Religia
W 2020 roku największymi grupami religijnymi w aglomeracji Tulsy były:
- lokalne bezdenominacyjne zbory ewangelikalne – 172 122 członków w 333 zborach
- Kościoły baptystyczne – ok. 160 tys. członków w 365 zborach
- Zjednoczony Kościół Metodystyczny – 73 019 członków w 91 kościołach
- Kościół katolicki – 57 140 członków w 42 parafiach
- Kościoły zielonoświątkowe (głównie Zbory Boże) – ponad 30 tys. członków w 183 zborach.

## Miasta partnerskie
- Beihai, Chińska Republika Ludowa
- Celle, Niemcy
- Amiens, Francja
- San Luis Potosí, Meksyk
- Tyberiada, Izrael
- Utsunomiya, Japonia
- Zielenograd, Rosja
- Kaohsiung, Republika Chińska

## Historia
W 1921 roku w Tulsie doszło do masakry czarnoskórych mieszkańców tzw. "Black Wall Street", największego skupiska bogatych czarnych w Stanach Zjednoczonych. W wyniku zamieszek zginęło około 40 osób, a 800 zostało rannych. Główne zniszczenia w trakcie zamieszek spowodowały naloty bombowe, przeprowadzone przez prywatne samoloty członków Ku Klux Klanu. Wydarzenie to jest określane jako największy przypadek zamieszek na tle rasowym w historii USA.

## Urodzeni w Tulsie
- Garth Brooks (ur. 1962) – piosenkarz[5]
- Martin Gardner (1914–2010) – dziennikarz naukowy, pisarz
- Daniel Patrick Moynihan (1927–2003) – polityk i dyplomata
- David Duke (ur. 1950) – polityk, pisarz
- Blake Edwards (1922–2010) – scenarzysta, aktor
- Alfre Woodard (ur. 1952) – aktorka, polityk
- Jim Keltner (ur. 1942) – perkusista
- Tony Randall (1920–2004) – aktor, komik
- Paul Harvey (1918–2009) – nadawca radiowy
- Ryan Tedder (ur. 1979) – piosenkarz
- Bill Hader (ur. 1978) – aktor, komik
- Robert James Woolsey (ur. 1941) – wojskowy, prawnik
- Jennifer Jones (1919–2009) – aktorka
- Susan Eloise Hinton (ur. 1948) – pisarka
- Patrick Suppes (1922–2014) – filozof
- Zach Bryan (ur. 1996)-  piosenkarz